# 삼도천
삼도천(三途川)은 이승과 저승을 나누는 경계선에 있다고 하는 강이다. 불경에서 나온 것이지만, 그 전승에는 민간신앙이 적잖게 섞여 있다.
생전의 업에 따라 "유교도, 산수뢰, 강심연"으로 건너는 길이 세 가지 있는 것에서 나온 이름이다.
죽고서 7일째 되는 날 이 내를 건너게 되며, 선량한 사람은 보화가 덮인 다리인 유교도(有橋渡)를 건너게 되고 죄가 가벼우면 잔잔히 흐르는 산수뢰(山水賴)를 건너게 되고 죄가 무거우면 급류가 흐르는 강심연(江沈淵)을 건너게 된다고 한다.

## 같이 보기
- 황천비량판
- 황천
- 바르도 (불교)
- 굘
- 스틱스 (신화)